# Rikidōzan
Mitsuhiro Momota (百田 光浩 Momota Mitsuhiro?), más conocido por su seudónimo Rikidōzan (力道山?) (Hamgyŏng del Sur, Corea, 14 de noviembre de 1924-Tokio, Japón, 15 de diciembre de 1963), fue un luchador profesional japonés de origen coreano. 
En la década de 1940 se desempeñó como luchador de sumo, alcanzando el rango de sekiwake, y en 1950 cambió de deporte para dedicarse a la lucha libre profesional. Está acreditado como la persona que introdujo el puroresu (lucha libre japonesa), el primero en crear una asociación profesional en Japón y el deportista nipón más destacado del periodo de posguerra. De su gimnasio salieron futuros luchadores del wrestling nacional como Antonio Inoki y Giant Baba. Murió asesinado en 1963 por un miembro de la yakuza.

## Biografía
Kim Sin-rak (hangul, 김신락) nació el 14 de noviembre de 1924 en una aldea de Hamgyŏng del Sur (actual Corea del Norte) durante la ocupación japonesa de Corea. A finales de la década de 1930 se desplazó a la prefectura de Nagasaki (Japón) para intentar convertirse en luchador de sumo, y como otros coreanos zainichi se registró con un nombre nipón, Mitsuhiro Momota (百田 光浩), en honor a su familia de adopción. Todos estos datos no se desvelaron hasta después de su muerte.
Rikidōzan tuvo dos hijos que también se dedicaron a la lucha libre: Yoshihiro Momota (1946-2000) y Mitsuo Momota (1948), quien además fue campeón del peso pesado juvenil en 1989. Ninguno de ellos alcanzó la notoriedad de su padre, pero sí consiguieron un papel relevante en el puroresu al fundar en 1972, junto con Giant Baba, el circuito profesional All Japan Pro Wrestling.

## Trayectoria deportiva

### Sumo
Momota ingresó en el heya de Nishonoseki en 1940 para convertirse en luchador de sumo y recibió el apodo (shikona) de «Rikidōzan». Después de convertirse en makuuchi en 1946, pudo competir en 23 torneos nacionales y su marca en el circuito profesional fue de 135 victorias por 82 derrotas. Cuando se retiró del sumo en 1950 ostentaba el rango de sekiwake, la tercera máxima categoría.

### Lucha libre

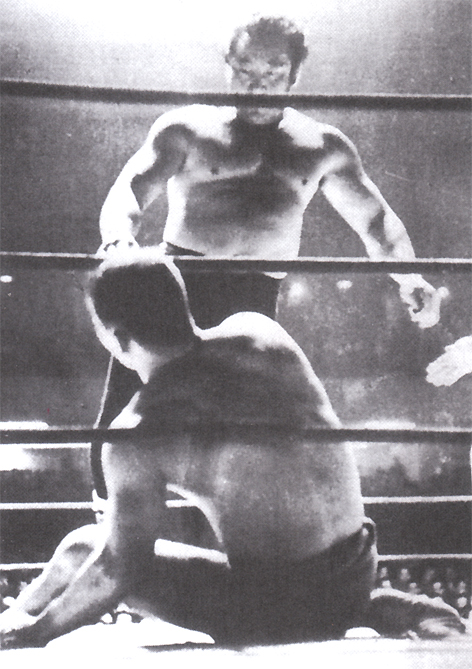
Combate entre Rikidōzan (de pie) y Masahiko Kimura.

Rikidōzan prefirió pasarse a la lucha libre japonesa (puroresu), un fenómeno emergente a comienzos de la década de 1950. Su primer combate profesional fue el 28 de octubre de 1951 contra un estadounidense llamado Bobby Bruns. Después de entrenarse en gimnasios de Hawái y San Francisco, a las órdenes de Harold Sakata, en 1953 regresó a Japón para fundar la Japan Pro Wrestling Alliance, la primera organización nipona de lucha libre profesional.
El papel que desempeñaba era similar al de luchador técnico (face) en Japón y al de uno rudo (heel) si competía en Norteamérica. Su golpe más característico era el karate chop, una variante de un ataque de sumo (harite) muy similar a un golpe de mano de kárate, mientras que su movimiento final era el martinete.
En 1954 se enfrentó al judoca Masahiko Kimura por el título del peso pesado de Japón. Esa pelea era el debut de Kimura en la lucha libre, por lo que los promotores pretendían un empate. Sin embargo, pasados los minutos iniciales, Rikidōzan tumbó a su rival, le propinó varias patadas y después le noqueó con un karate chop en el cuello, consiguiendo así el cinturón. El combate fue muy controvertido; la relación entre Momota y Kimura quedó deteriorada para siempre y no hubo opción de revancha.
Ya convertido en uno de los luchadores más populares de Japón, Rikidōzan se enfrentó a Lou Thesz por el título del peso pesado de la National Wrestling Alliance. Su primer combate, el 10 de julio de 1957, duró casi una hora y fue récord de audiencia en la televisión nipona con un share del 87 %. A pesar de ser derrotado, tuvo una segunda oportunidad el 27 de agosto de 1958 y en esa ocasión sí pudo hacerse con el cinturón. En la década de 1960 pasó a la nómina de la World Wrestling Association y en 1962 derrotó a Freddie Blassie en la pelea por el título del peso pesado.
En 1960 abrió un gimnasio de lucha libre y comenzó a entrenar a dos futuros símbolos del puroresu: Kanji «Antonio» Inoki y Giant Baba. Además invirtió sus ganancias de la lucha libre en apartamentos, clubes nocturnos y hoteles que le reportaron grandes beneficios, aunque también algún encontronazo con la mafia japonesa.

## Muerte
El 8 de diciembre de 1963, durante una fiesta en una discoteca de Tokio, Rikidōzan se peleó en el baño con un hombre llamado Katsuji Murata, miembro de la yakuza, y éste le apuñaló con un arma blanca. Las razones por las que lo hizo nunca quedaron esclarecidas: la versión más extendida fue que Murata le amenazó para que no interfiriera en los negocios de la mafia japonesa, a lo que el deportista respondió propinándole una paliza antes de recibir la puñalada. Otros apuntan a una simple pelea de bar.
El luchador fue trasladado de inmediato a un hospital, donde los médicos cortaron la hemorragia y le dieron el alta. SIn embargo, al cabo de unos días la herida volvió a abrirse y su situación empeoró. El 15 de diciembre falleció a causa de una peritonitis. Murata fue detenido y condenado a siete años de cárcel por el asesinato.

## Legado

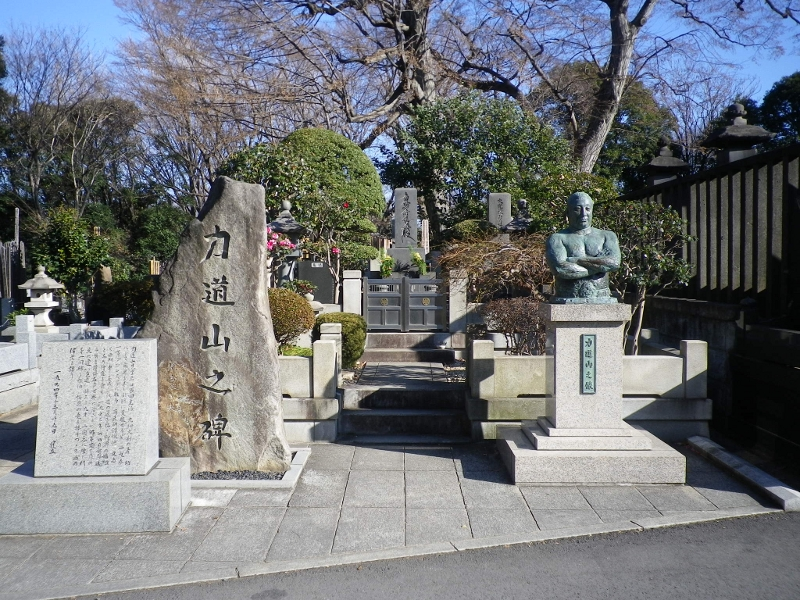
Tumba de Rikidōzan.

Rikidōzan se convirtió en un ídolo de masas del Japón de posguerra. El contexto de su auge era el de un país que venía de ser derrotado en la Segunda Guerra Mundial y posteriormente ocupado por las fuerzas aliadas hasta 1952, por lo que Momota fue visto por muchos aficionados al deporte como un japonés capaz de derrotar a los estadounidenses. Además, sus combates fueron retransmitidos para todo el país a través de los nuevos canales de televisión en Japón. Durante su carrera participó en más de 20 largometrajes, algunos protagonizados por él mismo.
A nivel deportivo, está acreditado como la persona que ayudó a desarrollar la lucha libre japonesa (puroresu) en sus inicios, tanto al formar a otros deportistas —Antonio Inoki, Giant Baba y Kintaro Ohki— como por su influencia a internacional. Lou Thesz mantuvo una buena relación personal con él, y sus combates en Japón le animaron a repetir la experiencia con giras que sirvieron para introducir nuevos conceptos allí. En 1972, los hijos de Rikidōzan y Giant Baba fundaron la All Japan Pro Wrestling.
Sobre su vida se hizo una película en Corea del Sur, Rikidōzan (2004), con Sol Kyung-gu en el papel protagonista. En esa cinta se recogen detalles, como que Momota dejó el sumo al sentirse menospreciado por ser coreano zainichi —dato que figura en algunas biografías— y detalles privados del combate contra Masahiko Kimura. Rikidōzan incluye cameos de otras estrellas del puroresu como Shinya Hashimoto, Keiji Mutoh, Rick Steiner y Mike Polchlopek.

## Estadísticas

### Sumo
Las siguientes tablas recogen las estadísticas de Rikidōzan Mitsuhiro (力道山 光浩 en japonés) como luchador de sumo (1940-1945) y como luchador de sumo profesional (1946-1950).
1940-1943
| Año (Honbasho) | Haru Basho (enero) (ciudad de Tokio) | Natsu Basho (mayo) (ciudad de Tokio) | Victorias / Derrotas / Ausencias |
| 1940           | —                                    | Maezumo Hatsu Dohyō 0 - 0            | 0 - 0                            |
| 1941           | Jonokuchi 20 Oeste 5 - 3             | Jonidan 45 Oeste 6 - 2               | 11 - 5                           |
| 1942           | Sandanme 51 Este 8 - 0               | Makushita 34 Este 5 - 3              | 13 - 3                           |
| 1943           | Makushita 21 Oeste 5 - 3             | Makushita 12 Oeste 5 - 3             | 10 - 6                           |

1944
| Año (Honbasho) | Haru Basho (enero) (ciudad de Tokio) | Natsu Basho (mayo) (ciudad de Tokio) | Aki Basho (noviembre) (ciudad de Tokio) | Victorias / Derrotas / Ausencias |
| 1944           | Makushita 3 Oeste 3 - 5              | Makushita 13 Este 5 - 0              | Jūryō 10 Oeste 7 - 3                    | 15 - 8                           |

1945
| Año (Honbasho) | Natsu Basho (junio) (ciudad de Tokio) | Aki Basho (noviembre) (ciudad de Tokio) | Victorias / Derrotas / Ausencias |
| 1945           | Jūryō 4 Este 3 - 4                    | Jūryō 7 Este 8 - 2                      | 11 - 6                           |

1946
| Año (Honbasho) | Aki Basho (noviembre) (ciudad de Tokio) | Victorias / Derrotas / Ausencias |
| 1946           | Maegashira 17 Oeste 9 - 4               | 9 - 4                            |

1947
| Año (Honbasho) | Natsu Basho (junio) (ciudad de Tokio) | Aki Basho (noviembre) (ciudad de Tokio) | Victorias / Derrotas / Ausencias |
| 1947           | Maegashira 8 Este 9 - 1               | Maegashira 3 Este 6 - 5                 | 15 - 6                           |

1948
| Año (Honbasho) | Natsu Basho (mayo) (ciudad de Tokio) | Aki Basho (octubre) (ciudad de Tokio) | Victorias / Derrotas / Ausencias |
| 1948           | Maegashira 2 Este 8 - 3              | Komusubi 1 Este 6 - 5                 | 14 - 8                           |

1949
| Año (Honbasho) | Haru Basho (enero) (ciudad de Tokio) | Natsu Basho (mayo) (ciudad de Tokio) | Aki Basho (octubre) (ciudad de Tokio) | Victorias / Derrotas / Ausencias |
| 1949           | Komusubi 1 Oeste 8 - 5               | Sekiwake 1 Oeste 3 - 12              | Maegashira 2 Oeste 8 - 7              | 19 - 24                          |

1950
| Año (Honbasho) | Haru Basho (enero) (ciudad de Tokio) | Natsu Basho (mayo) (ciudad de Tokio) | Aki Basho (septiembre) (ciudad de Tokio) | Victorias / Derrotas / Ausencias |
| 1950           | Komusubi 1 Oeste 10 - 5              | Sekiwake 1 Oeste 8 - 7               | Sekiwake 1 Oeste 0 - 0 - 15              | 18 - 12 - 15                     |